# Suchart Jaesuraparp
Suchart Jaesuraparp (thailändisch สุชาติ แจสุรภาพ; * 13. Juni 1951) ist ein ehemaliger thailändischer Sprinter.
Über 100 m gewann er bei den Leichtathletik-Asienmeisterschaften 1973 Silber und bei den Asienspielen 1974 in Teheran Bronze.
Bei den Olympischen Spielen 1976 schied er über 100 m im Vorlauf aus und erreichte in der 4-mal-100-Meter-Staffel das Halbfinale.
1977 wurde er beim Leichtathletik-Weltcup in Düsseldorf Sechster über 100 m und mit der asiatischen Mannschaft Achter in der 4-mal-100-Meter-Staffel. Im Jahr darauf siegte er bei den Asienspielen 1978 in Bangkok über 100 m mit seiner persönlichen Bestzeit von 10,44 s.
1979 wurde er Asienmeister über 100 m. Beim Leichtathletik-Weltcup in Montreal wurde er Siebter über 100 m und Achter mit der asiatischen 4-mal-100-Meter-Stafette. 1981 verteidigte er seinen Titel bei den Asienmeisterschaften und wurde beim Leichtathletik-Weltcup in Rom Achter über 100 m.
Bei den Asienspielen 1982 in Neu-Delhi holte er Bronze über 100 m.
1983 scheiterte er bei den Leichtathletik-Weltmeisterschaften in Helsinki über 100 m und in der 4-mal-100-Meter-Staffel in der ersten Runde und siegte bei den Asienmeisterschaften zum dritten Mal in Folge über 100 m.